# Hristo Lemperov
Hristo Lemperov (tiếng Bulgaria: Христо Лемперов; sinh 22 tháng 4 năm 1988) là một cầu thủ bóng đá Bulgaria hiện tại thi đấu cho Dunav Ruse ở vị trí tiền vệ.